# 塞居雷
塞居雷（法語：Séguret，法語發音：[seɡyʁɛ]）是法国普罗旺斯-阿尔卑斯-蓝色海岸大区 沃克吕兹省的一个市镇，属于卡庞特拉区。

## 地理
塞居雷（44°12'22"N, 5°1'22"E）面积21.04 平方千米，位于法国普罗旺斯-阿尔卑斯-蓝色海岸大区沃克吕兹省，该省份为法国东南部内陆省份，北起德龙省，西北接阿尔代什省，西接加尔省，南至罗讷河口省，东南角与瓦尔省接壤，东临上普罗旺斯阿尔卑斯省。
与塞居雷接壤的市镇（或旧市镇、城区）包括：克雷斯泰、日贡达斯、拉斯托、罗艾克斯、萨布莱、韦松拉罗迈讷。

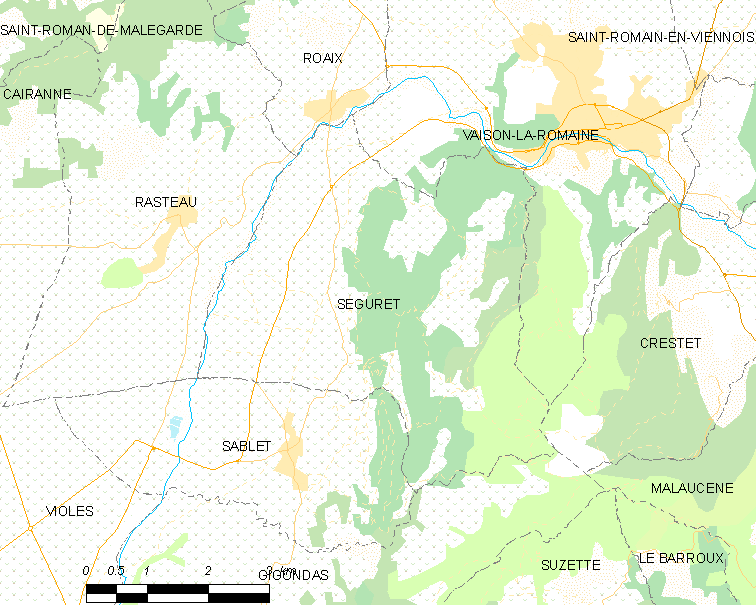
塞居雷的OSM定位图

塞居雷的时区为UTC+01:00、UTC+02:00（夏令时）。

## 行政
塞居雷的邮政编码为84110，INSEE市镇编码为84126。

## 政治
塞居雷所属的省级选区为韦松拉罗迈讷县。

## 人口

1962-2008年间塞居雷人口变化图示

塞居雷于2022年1月1日时的人口数量为773人。